# Der unfreiwillige Sheriff
Der unfreiwillige Sheriff (auch Sheriff wider Willen) ist ein US-amerikanischer Stummfilmwestern aus dem Jahr 1927 von Lambert Hillyer mit Buck Jones und Georgia Hale in den Hauptrollen. Der Film wurde von der Fox Film Corporation produziert und basiert auf dem Roman The Holy Terror: a Non-Too-Serious Drama von Winchell Smith und George Abbott.

## Handlung
Der Cowboy Laramie gewinnt das Vertrauen des Sheriffs, als er ihn vor zwei Gaunern rettet. In der Stadt gerät er in eine Bande von Schwarzhändlern. Nachdem er Ellen kennengelernt hat, die versucht, eine verlassene Mine wieder in Betrieb zu nehmen, beschließt Laramie, zu bleiben. Obwohl er sich der Bande anschließt, arbeitet er tatsächlich für die Stadtbehörden. Als die Bande eine bevorstehende Gefangennahme durch die örtliche Truppe erahnt, flieht sie aus einer Tanzhalle, doch mit Laramies Hilfe werden die Schurken gefangen genommen. Er wird zum Sheriff gewählt und gewinnt das Mädchen.

## Hintergrund
Laut einer Pressemeldung wurde der Film in Sonora gedreht.
Er wurde am 1. Mai 1927 in den USA veröffentlicht.
Da keine Kopien der fünf Filmrollen existieren, gilt der Film als verschollen.